# Édouard-François Colbert
Pour les articles homonymes, voir Colbert.
 Édouard-François Colbert (1633-1693), comte puis marquis de Maulévrier (1677/1678), était un lieutenant général des armées du roi.

## Biographie
Il était le fils de Marie Pussort et Nicolas Colbert de Vandières et le frère de Jean-Baptiste Colbert. Né à Paris en 1633 et mort à Paris en 1696.
Il obtint une compagnie au Régiment de Navarre en 1651 ; atteint de huit coups de mousquet lors de  l'attaque du fort de Câtelet, il fut laissé pour mort. Soigné de façon remarquable, il est de retour pour la bataille des Dunes (14 juin 1658) et, lors de la campagne des Flandres, il participe au siège de Philipsbourg. 
Il épousa  Marie-Magdelaine Bautru, comtesse de Maulévrier par son mariage, petite-fille de l'écrivain et diplomate Guillaume Bautru. Il fait rebâtir le château de Maulévrier. Il passe ensuite capitaine au Régiment des Gardes françaises puis aux Mousquetaires en 1665. Il devint Maréchal de camp en 1669 à la suite de la prise de la Franche-Comté. Il suivit Noailles à la campagne de Candie. 
Revenant de Crète il part pour la guerre en Hollande en 1672 puis, sous les ordres de Turenne, Edouard-François Colbert participe à la bataille de Sintzheim et gagne le grade de lieutenant-général en février 1676. Il  participe ensuite aux siègex de Fribourg, et de Saint-Denis près de Mons (Belgique). Il est commandant de la ville et de la citadelle de Tournay et participe aux travaux de la prise de Courtray de 1683 avec Vauban.
Édouard-François Colbert de Maulévrier a été nommé chevalier de l'Ordre du Saint-Esprit lors de la onzième promotion (Versailles, 31 décembre 1688).
Son fils François-Édouard Colbert fut comte de Maulévrier et marquis de Cholet (en 1702, par acquisition).

## Source
- Henri Menu, Notes biographiques, lettre C, Ms 2148, Bibliothèque Carnegie (Reims).
- Letillois de Meizières, Biographie générale de Champenois célèbres, morts et vivants ; précédé des illustres champenois, poème lyrique, et enrichie de plusieurs tables chronologiques, très précieuses, pour l’intelligence de l'histoire artistique, littéraire et contemporaine de la Champagne, Paris, Au bureau du journal des peintres, 1836, p. 39.